# Fred Driver
Fred Driver là một cầu thủ bóng đá người Anh thi đấu ở vị trí tiền đạo tầm xa.